# 御府内沿革図書
『御府内沿革図書』（ごふないえんかくずしょ）は、江戸の延宝年間から幕末までの土地利用の変遷を示した地図集。江戸幕府普請奉行編纂。江戸市街地を扱う『御府内往還其外沿革図書』と、郊外を扱う『御府内場末往還其外沿革図書』から成る。全22部折絵42枚。

## 編纂経緯
文化4年（1807年）、普請奉行小長谷政良、岩瀬氏紀が老中牧野忠精に府内の道路、橋梁、河梁、空閑地、馬場その他の沿革の調査を命じられたことに始まる。事業は文化5年（1808年）に開始したが、文化7年（1810年）第7集までで中断し、文化8年（1811年）12月倹約令のため中止となった。しかし天保元年（1830）12月、老中水野忠成の命により再開し、安政5年（1858年）全22集が完了し、浄書本2部が完成した。万延元年（1860年）8月21日、普請奉行松平上野介、中村石見守が1部を紅葉山文庫に納めたが、現存していない。
文久元年（1861年）再調査が開始し、変化があった地域には文久2年（1862年）の図が付け加えられている他、隅田川以東の調査も着手されたが、東京都公文書館に本所方面3冊が残るのみである。文久2年（1862年）には普請奉行が作事奉行に統合されているため、この際に事業も中断し、そのまま明治を迎えたものと見られる。

## 特徴
幕府による大掛かりな調査の下、当時一般向けの切絵図で省略されている微細な町丁の境界まで漏らさず記入されており、江戸の土地利用の変遷を知る上では絶好の史料である。しかし、測量面での正確性は江戸前期の実測図に及ばず、各図をそのまま繋げると齟齬が生じる。また、明暦期の古川一ノ橋付近の流路は同時代の『明暦実測図』と全く異なっているなど、時代を経た地形の変化には必ずしも対応しておらず、編纂時から隔たった時代について参照するには問題もある。同職の下級武士が集住する所謂大縄地では、軍事上の理由から各屋敷が図示されていないため、実際にどの武士がどの屋敷に住んでいたか知るには当時の切絵図を参照する必要がある。
寺社地は赤色、道路は黄色、空き地は蒲色、堀・川は青色、土手は草色、町屋は薄墨色で塗り分けられている。

## 所蔵
明治を迎え、作事奉行にあった『沿革図書』2部はともに旧幕府引継書として東京府に受け継がれた。その内1部は後に帝国図書館へ寄託されたが、誤って第15部を2部とも渡してしまった。しかし、明治40年（1907年）東京市史編纂掛が帝国図書館本を謄写し、全部が東京都公文書館に引き継がれている。
従って、現在は東京都公文書館が15欠の原本1部と国会図書館本写1部を蔵し、国立国会図書館には不完全な原本1部（2,5,6,9,10,13欠, 15重複）がある。また、国立公文書館内閣文庫にも一部分所蔵がある。

## 目録
第15部までが『御府内往還其外沿革図書』、第16部以降が『御府内場末往還其外沿革図書』と題されている。各部毎に更に細かい地域の部に分けられ、まず文章で変遷が記述された後、「延宝年中之形」から編纂「当時之形」まで各年代の状況が地図で示される。各部の最期には全地域の編纂当時の状況を一図に纏めた「一円之絵図」が付される。
1. 御曲輪内代官町辺
2. 神田橋御門外西側小川町駿河台辺
3. 番町より半蔵御門外麹町通り北側辺
4. 麹町通南側より赤坂御門内永田町辺
5. 常盤橋御門外日本橋川筋北之方小網町浜町辺
6. 呉服橋御門外より日本橋川筋南之方京橋川筋北之方八町堀霊岸島辺
7. 数寄屋橋御門外芝口新橋川筋北之方木挽町築地鉄砲洲辺
8. 虎之門外西久保愛宕下、新銭座浜町辺
9. 虎之門御門外西久保通西側辺より今井台赤坂御門外溜池辺
10. 喰違外四谷御門外通南側より青山鮫ヶ橋辺
11. 牛込御門外江戸川南之方小日向辺
12. 小石川御門外江戸川北之方小日向台大塚小石川辺
13. 水道橋外小石川春日町東側より本郷湯島辺
14. 昌平橋通東側筋違橋御門より神田新橋辺西側下谷辺
15. 浅草御門外より下谷三味線堀通東側蔵前辺
16. 芝金杉橋向、白金台、三田、高輪辺（大井、戸越まで含む）
17. 麻布竜土南之方、赤羽橋西之方新堀川手前、笄橋広尾辺（渋谷、青山まで含む）
18. 四谷、内藤宿、青山、千駄ヶ谷辺
19. 四谷、内藤宿、高田、大久保辺（落合、中野まで含む）
20. 小石川、巣鴨、音羽、関口村、雑司ヶ谷村、池袋、滝野川、板橋辺
21. 下谷、根津、谷中、駒込、新堀村、田端村、巣鴨、中里村、王子村、下板橋宿辺
22. 下谷、坂本、浅草、竜泉寺村辺（聖天町、今戸、橋場を含む）